# Pfarrer Braun
Pfarrer Braun ist eine humorvolle deutsche Krimireihe mit Ottfried Fischer in der Haupt- und Titelrolle. Die Serie basiert lose auf der literarischen Figur des Pater Brown aus den Kurzgeschichten des Autors Gilbert Keith Chesterton und verwendet Martin Böttchers Thema aus den beiden deutschen Kinoverfilmungen mit Heinz Rühmann in der Hauptrolle. Beginnend 2003 wurden 22 Folgen produziert; die letzte Folge (Brauns Heimkehr) wurde 2013 gedreht und am 20. März 2014 ausgestrahlt.

## Handlungsschema
Der oberbayerische Pfarrer Guido Braun ermittelt an seiner aktuellen Wirkungsstätte in einem Mordfall, was im Schnitt alle zwei bis drei Folgen die Strafversetzung und damit die Begründung eines neuen Handlungsortes für die nächste(n) Episode(n) zur Folge hat. Sieht er ein Unrecht, will er dem ein Ende bereiten und setzt sich damit über das ausdrückliche Verbot seines Bischofs Hemmelrath hinweg. Auf manchmal nicht ganz koschere Weise trägt er mit Unterstützung seines Mesners Armin Knopp, seiner Haushälterin Margot Roßhauptner und des ungeschickten Hauptkommissars Geiger zur Lösung des Falles bei.

## Figuren
Pfarrer Guido Braun kann es – trotz des ausdrücklichen Verbots durch seinen Bischof – nicht lassen, sich in seiner jeweiligen Dienstgemeinde um geheimnisvolle Todesfälle zu kümmern. Diese erweisen sich fast immer als heimtückische Morde und wegen der damit verbundenen öffentlichen Aufmerksamkeit (die Medien berichten in diesem Zusammenhang u. a. vom Tabernakel-Columbo) wird Braun etwa alle zwei bis drei Episoden von seinem Vorgesetzten in eine vermeintlich ruhige Gegend strafversetzt, in der Hoffnung, er würde endlich das Ermitteln lassen. Beim Kriminalisieren – wie der Bischof sagt – gerät der Pfarrer mehr oder weniger zwangsweise mit der jeweiligen polizeilichen „Amtsgewalt“ aneinander, meist in Person des ehrlichen, aber unbeholfenen und tollpatschigen Hauptkommissars Geiger, der aufgrund seiner „Ermittlungserfolge“ ebenfalls häufig versetzt wird, zufällig vor Ort Seminare hält, Urlaub macht oder Amtshilfe für seine Kollegen leisten muss. In der letzten Episode erfährt Pfarrer Braun, dass er todkrank ist. Nachdem er seinen letzten Fall aufgeklärt hat, stirbt er während des Gottesdienstes, bei dem Bischof Hemmelrath zum Kardinal erhoben wird, in Rom. Laut in Episode 1 sichtbarer Personalakte wurde Braun 1958 geboren. Bemerkungen in der letzten Folge legen das Jahr 1953 nahe.

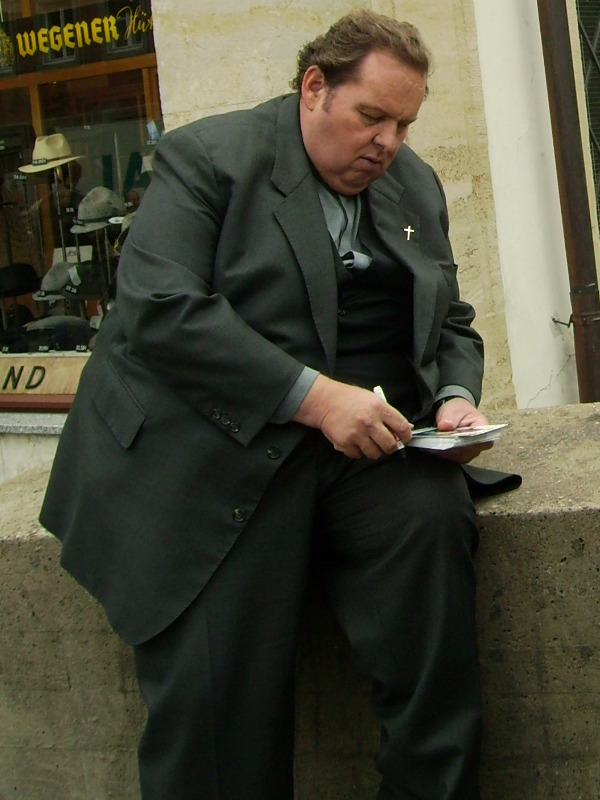
Ottfried Fischer 2006 bei Dreharbeiten zu Pfarrer Braun in Bamberg

Margot Roßhauptner, von Braun auch liebevoll als die Roßhauptnerin bezeichnet, ist die aus Berlin stammende Haushälterin des Pfarrers und kommentiert bis Episode 20 stets keck Brauns Umtriebe. Einerseits versucht sie Braun am Kriminalisieren zu hindern, da sie die unweigerlich folgende Strafversetzung und den dadurch bedingten Umzug fürchtet, andererseits unterstützt sie oft Brauns Ermittlungen, beispielsweise durch Undercover-Tätigkeiten. Eine Art Running Gag ist ihre riskant schnelle Art, Auto zu fahren.
Armin Knopp ist der Mesner des Pfarrers. In der ersten Folge kann ihn Braun als Gefängnisseelsorger in einem Hamburger Gefängnis von ungerechtfertigten Vorwürfen entlasten und so seine vorzeitige Entlassung auf Bewährung aus dem Strafvollzug erreichen; von diesem Zeitpunkt an unterstützt er den Pfarrer in jeder Lage. Er verliebt sich in fast jeder Episode aufs Neue, wird aber stets vom Liebespech verfolgt – nicht zuletzt, weil Braun so oft strafversetzt wird. Im Gefängnis hat er sich verschiedene Tricks und Kniffe angeeignet, die dem Pfarrer immer wieder beim Kriminalisieren nützlich sind. So beherrscht er u. a. die Gebärdensprache oder kann quasi jede Art von Schlössern öffnen.
Der tumbe Hauptkommissar Albin Geiger wird immer wieder zufällig in die Nähe des Pfarrers strafversetzt. Er ist meist von Amts wegen für die Kriminalfälle zuständig, in die sich Braun einmischt. Allerdings wird schnell klar, weshalb auch er immer wieder seinen Dienstort wechseln muss: Er stellt sich für die ihm gestellte Aufgabe zu dumm bzw. zu unbeholfen an, ein „Fluch“ für den Pfarrer. Seit der dritten Episode ist zu beobachten, dass Braun und Geiger eine Art Zweckbündnis eingehen: Braun nutzt die polizeilichen Möglichkeiten wie Personenauskünfte, Gutachten oder DNA-Analyse und Geiger die Fähigkeiten Brauns, da sich der Kommissar insgeheim eine Beförderung erhofft, die er auch in Folge 13 bekommt und zum LKA befördert wird.
Bischof Sebastian Hemmelrath (in Das Skelett in den Dünen lautet der bürgerliche Name Dr. Manfred Hemmelrath) ist der Chef des Pfarrers. Er ist gottesfürchtig und stets auf den Vorteil der Kirche sowie auf seinen eigenen bedacht, allerdings nicht besonders bibelfest. Er verbietet dem Pfarrer das Kriminalisieren und wettet gerne mit ihm, wer eine bestimmte Bibelstelle auswendig kennt, um teuren Wein. Wenn er verliert (was praktisch immer der Fall ist), versucht er jedoch, sich um seinen Wetteinsatz zu drücken. Er erhofft sich eine baldige Berufung nach Rom, die jedoch mehrfach an verschiedensten Gründen scheitert. In der letzten Folge wird er endlich zum Kardinal ernannt.
Monsignore Anselm Mühlich (bürgerlich Tobias Mühlich) ist der Adlatus des Bischofs, der ihm, wie er selbst sagt, „die Zumutungen des Alltags vom Leibe halten“ soll. Er entpuppt sich als Gegenspieler Brauns und versucht zu intrigieren, wo er nur kann, zieht dabei aber praktisch immer den Kürzeren. Er ist es auch, der, immer wenn Hemmelrath und Braun wetten, wer eine Bibelstelle kennt, diese dem Bischof verrät. Mühlich kann gelegentlich gegen Braun punkten, unterliegt jedoch letztlich. In der Folge Grimms Mördchen verlässt sich Mühlich auf Brauns kriminalistische Fähigkeiten, da er den Tod eines Schulfreundes für einen Mord hält und befürchtet, selbst Opfer eines Mordanschlags zu werden.

## Schauplätze
Schauplätze der Serie sind meistens ländliche und landschaftlich reizvolle Gegenden wie die Nordseeküste (Greetsiel und Pilsum), der Harz mit Quedlinburg und Thale, der Rheingau um Eltville am Rhein und das Kloster Eberbach, Sachsen mit dem Elbsandsteingebirge und Meißen, Bamberg und Schloss Mainberg in Franken sowie Saarburg in Rheinland-Pfalz, die Insel Usedom, Kassel und die Gegend um Garmisch-Partenkirchen. Dabei werden die Ortsnamen oft durch fiktive Bezeichnungen ersetzt, die dem Original aber ähnlich sind.

## Filmmusik

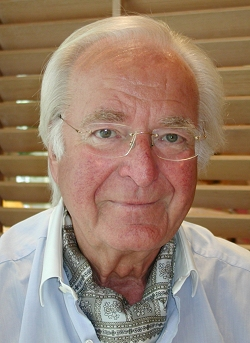
Martin Böttcher (2002)

Die Filmmusik schrieb der deutsche Komponist Martin Böttcher. Er erhielt den Auftrag, eine Titelmelodie im Stil der ebenfalls von ihm vertonten Pater Brown-Filme mit Heinz Rühmann zu schreiben (Das schwarze Schaf und Er kann’s nicht lassen). Die Titelmelodie der Rühmann-Filme ist als Klingelton des Mobiltelefons von Pfarrer Braun zu hören. Musik aus den ersten beiden Folgen der Serie ist erschienen auf der CD Pfarrer Braun und andere…, Colosseum CST 8092.2. In der ersten Folge setzten die Produzenten auch das Original-„Sammelthema“ von Pater Brown aus den Heinz-Rühmann-Kinofilmen ein, das auf der CD Kriminalfilmmusik von Martin Böttcher, Rough Trade 307.6518.2, veröffentlicht wurde.
In Ein Zeichen Gottes, und weiteren Folgen werden einige Ausschnitte mit Filmmusiken anderer Spielfilme untermalt, so der Titel Midnight in Bangkok aus dem Abenteuerfilm Die Diamantenhölle am Mekong (1964) und aus der Folge Der Scheck (1968) aus der Krimiserie Das Kriminalmuseum (beides auf der CD Kriminalfilm-Musik Martin Böttcher Vol. 2) und ein Ausschnitt aus dem Titel In der Gruft aus dem Edgar-Wallace-Film Der schwarze Abt (1963), auf der CD Kriminalfilmmusik von Martin Böttcher.
In Ausgegeigt! ist die Musik von Martin Böttcher nur noch im Vor- und Nachspann zu hören. Die Szenenmusik stammt von Klaus Doldinger (Tatort, Die unendliche Geschichte). Für Brauns Heimkehr steuerte Martin Böttcher wieder den kompletten Soundtrack bei.
Erst im November 2014 nach Einstellung der Serie erschien die CD Pfarrer Braun, Allscore ASM 038, mit der Filmmusik aller Teile.

## Erfolg
Die Serie galt, nicht zuletzt durch den Darsteller Ottfried Fischer, als Erfolg für die ARD. Mit bis zu acht Millionen Zuschauern gehörte jede Erstausstrahlung zu den meistgesehenen Filmen des Tages.

## Hintergrundinformationen
Die Kritik bescheinigte wiederholt den Episoden witzige Seitenhiebe auf Gesellschaft und Kirche. Dabei ist anzumerken, dass die katholische Kirche, selbst vertreten durch einen Pfarrer, Fachinformationen beisteuerte. Dies allerdings verhinderte nicht einige Fehler.
Daneben gab es auch Insider-Anspielungen, so auf die Fernsehserie Irgendwie und Sowieso, mit der der Hauptdarsteller Ottfried Fischer den Durchbruch schaffte. Auch enthielt die Serie zahlreiche Anspielungen auf andere Fernsehproduktionen (insbesondere Der Bulle von Tölz) sowie Personen des öffentlichen Lebens. In Ein verhexter Fall spielte Michael Lerchenberg einen Richter, gegenüber dem Bullen von Tölz, wo Fischer den Ermittler und Lerchenberg den Geistlichen gespielt hatten, tauschten Kirche und Staat also die Rollen. In der letzten Folge wird dies nochmal umgekehrt: Der Darsteller des Tölzer Staatsanwalts Dr. Lenz (Moritz Lindbergh) spielt hier die analoge kirchliche Rolle des Advocatus dei, Prälat Franz Daxenberger.
Grund für die Einstellung der Reihe im Jahr 2013 waren fortschreitende gesundheitliche Probleme Ottfried Fischers, wie die Produktionsfirma im Mai 2013 bekannt gab.
Die „DDR-Kanumeisterin Friederike von Boest, geborene Müller“ (Der Fluch der Pröpstin) ist eine Anspielung auf die DDR-Schwimmmeisterin Birgit Boese, geborene Pabst. In Irgendwie und Sowieso spielte Fischer die Figur Sir Quickly. In Drei Särge und ein Baby sagt Pfarrer Braun: „So eine [eine NSU Quickly] habe ich [...] auch gefahren; da ham’s alle zu mir Sir Quickly gsagt im Priesterseminar.“
In Grimms Mördchen tritt ein Haschdealer und ehemaliger Zwergendarsteller mit dem Namen Udo Bockelmann auf. Das ist eine Anspielung auf den Geburtsnamen des Schlagersängers Udo Jürgens, Udo Jürgen Bockelmann.
In Das Erbe von Junkersdorf meint Pfarrer Braun, dass ein Gemälde des Heiligen Benno von Meißen von der Körperstatur gar nicht zu einem Benno passe – eine Anspielung auf den Bullen von Tölz, in dem Ottfried Fischer als Hauptkommissar Benno Berghammer zu sehen ist.
Obwohl er dem Erzbistum Hamburg angehört, kann Pfarrer Braun offenbar in beliebige deutsche Kirchengemeinden versetzt werden. Auch Hauptkommissar Geiger kann ohne weiteres von einem Landeskriminalamt zum anderen wechseln. Bischof Hemmelrath wird (korrekterweise) meistens mit „Exzellenz“, in den ersten beiden Folgen jedoch auch mit „Eminenz“ angeredet. Diese Anrede stünde ihm aber nur als Kardinal zu. In Ausgegeigt weist Mühlich in einer Unterhaltung hierauf sogar hin. In der letzten Folge, in der Hemmelrath Kardinal wird, wird mit diesen Titeln noch einmal gespielt: Hemmelrath besteht darauf, von Mühlich als „Exzellenz“ angesprochen, auf der nunmehr richtigen Anrede „Eminenz“, worauf Mühlich repliziert: „Eminenz in spe“.
Ebenfalls in Folge 21 droht Mühlich Braun mit einer Versetzung nach Burundi. Am Ende von „Er kann’s nicht lassen“ von 1962 wird Pater Brown zusammen mit Malone (dem Sekretär des Bischofs und Mühlich-Äquivalent) nach Urundi strafversetzt. Urundi ist eine alte Bezeichnung für Burundi.
In Altes Geld, junges Blut foltern drei Rentner ihren Finanzberater in einem Keller, weil sie in der Finanzkrise ab 2007 fast ihr gesamtes Vermögen verloren hatten. Einen nahezu identischen Fall hatte es 2009 am Chiemsee gegeben.